# 瓦莱科尔萨
瓦莱科尔萨（義大利語：Vallecorsa），是意大利弗罗西诺内省的一个市镇。总面积39.71平方公里，人口2878人，人口密度72.5人/平方公里（2009年）。ISTAT代码为060082。

## 友好城市
- 波蘭博萊斯瓦維茨